# Cleyera vaccinioides
Cleyera vaccinioides là một loài thực vật có hoa trong họ Pentaphylacaceae. Loài này được (O.C.Schmidt) Kobuski mô tả khoa học đầu tiên năm 1941.